# Idris Jusoh
Idris Jusoh (Jertih, Terengganu; 15 de noviembre de 1955) es un político malasio perteneciente a la Organización Nacional de los Malayos Unidos (UMNO) que fungió como Ministro de Educación Superior de Malasia entre 2015 y 2018, y como Menteri Besar (Gobernador o Ministro Principal) del Estado de Terengganu entre 2004 y 2008, como parte de la coalición Barisan Nasional (Frente Nacional).
Adquirió notoriedad política luego de derrotar al Partido Islámico de Malasia (PAS) como candidato en las elecciones estatales de Terengganu de 2004, asumiendo como Menteri Besar el 25 de marzo de 2004, logrando una mayoría de dos tercios similar a la que el PAS tenía al momento de las elecciones. Junto con Mukhriz Mahathir (Kedah, 2013), Jusoh fue uno de los dos únicos candidatos en lograr recuperar electoralmente un estado para el Barisan Nasional luego de haberlo perdido ante la oposición. En 2008, el BN volvió a triunfar por amplio margen en Terengganu, pudiendo Jusoh acceder a un segundo mandato.
Sin embargo, a pesar de la clara mayoría del BN, y de que 23 de los 24 asambleístas oficialistas otorgaron su confianza parlamentaria a Jusoh, el Sultán de Terengganu Mizan Zainal Abidin, que en ese entonces ejercía también como Yang di-Pertuan Agong (jefe de Estado de Malasia) se negó a juramentar a Jusoh y en su lugar propuso a Ahmad Said, desatando una crisis política y partidaria. Ante el notorio declive sufrido por el BN en las elecciones a nivel nacional, y las altas posibilidades de que el grupo favorable a Said desertara al Pakatan Rakyat y ganara unas elecciones anticipadas, el gobierno de Abdullah Ahmad Badawi acabó reconociendo la medida, y Said fue juramentado el 25 de marzo, siendo Terengganu el último estado en formar gobierno. La crisis fue una de las únicas intervenciones de la monarquía estatal en la política en los últimos años.